# ダレイオス1世
ダレイオス1世（古代ペルシア語: Dārayavau - ダーラヤワウ、紀元前550年頃 - 紀元前486年）は、アケメネス朝の王（在位：紀元前522年 - 紀元前486年）。一般にキュロス2世から数えて第3代とされるが、ダレイオス1世自身の言によれば第9代の王である。僭称者とされるスメルディス（ガウマータ）を排除して王位に就き、王国の全域で発生した反乱をことごとく鎮圧して、西はエジプト、トラキア地方から東はインダス川流域に至る広大な領土を統治した。彼は自らの出自、即位の経緯、そして各地の反乱の鎮圧などの業績をベヒストゥン碑文として知られる碑文に複数の言語で記録させており、これは近代における楔形文字と古代ペルシア語解読のための貴重な資料を提供した。
また、今日にもその遺跡が残されているペルセポリスの建設を開始した。

## 王名
彼の名前は古代ペルシア語ではダーラヤワウ（Dārayavau、Dārayava(h)uš）である。Dārayavauという名前は、語幹のdāraya（保持する者）と形容詞vau（善）からなり、「確固たる善を保持する者」を意味する即位名である。
古代ペルシア語の楔形文字表記では𐎭𐎠𐎼𐎹𐎺𐎢𐏁となる（𐎭𐎠𐎼𐎹𐎺𐎢𐏁）。
日本語では一般にダレイオス1世またはダリウス1世として知られている。この名前はギリシア語形ダーレイオス（Dareîos、Δαρεῖος）および、ラテン語形ダーリーウス（Dārīus）またはダーレーウス（Dārēus）から来ている。また、旧約聖書の日本語訳においてはダリヨスという表記をされる場合もある。
ダレイオス1世と彼の後継者たちが支配した領域が広大であったため、彼の名前は多数の言語で様々な形態で記録されている。主要なものは以下の通りである。
- エラム語：Da-ri-(y)a-ma-u-iš、Da-ri-ya-(h)u-(ú-)iš[2]
- アッカド語：Da-(a-)ri-ia-(a-)muš、Da-(a-)ri-muš[2]
- アラム語：dryhwš[注釈 2]、drwš、drywš[2]
- エジプト語：tr(w)š、trjwš、intr(w)š、intrjwš[2]
- リュキア語：Ñtarijeus[2]

## 称号
ダレイオス1世は碑文において新機軸の王号を使用している。彼が築き上げた広大な帝国を支配するため、それに相応しい新たな王権観が必要とされ、かつてのアッシリアの称号なども参考に多数の称号が用いられた。彼はキュロス2世（クル2世）が用いていた称号を一部踏襲しているが、更にアッシリア王の称号「諸王の王（šar šarrāni）」に由来する「諸王の王（Xšâyathiya Xšâyathiyânâm）」という称号を採用した。この称号は同じく彼が用いている「この地界の王（Xšâyathiya ahyâyâ bumiyâ）」「諸邦の王（Xšâyathiya dahyunâm ）」等とも密接に関連し、一部の地域ではなく様々な異民族を支配する世界帝国の王であることを強く意識した称号である。また、アウラマズダー神の恩寵（Vašnâ Ahuramazdâ）によって王となったという一種の王権神授の立場を取った。この点は彼以前の王、キュロス2世なども同様の論理を用いているが、ダレイオス1世が画期的であったのは、キュロス2世の称号がメソポタミアの神々の支持によるという、バビロニアの現地人向けの「政治宣伝」的な物であるのに対し、ダレイオス1世のそれはイラン系固有の宗教に基づくものであった点である。このような変化は、後述の通り彼は簒奪者として王位についた可能性が高く、バビロニア人等の異民族よりもまずペルシア人の支持を勝ち取る必要があったからであろう。
なお、アウラマズダーは一般的にゾロアスター教の最高神アフラ・マズダーのことであると考えられているが、ダレイオス1世を含む古代ペルシア人の宗教をゾロアスター教と見做すかどうかについては議論がある。

## 来歴

### 出自
1. 余はダーラヤワウ（ダレイオス）、偉大なる王、諸王の王、パールサの王、諸邦の王、ウィシュタースパ（ヒュスタスペス）の子、アルシャーマ（アルサメス）の孫、ハカーマニシュ（アケメネス）の裔。
2. 王ダーラヤワウは告げる、余の父はウィシュタースパ、ウィシュタースパの父はアルシャーマ、アルシャーマの父はアリヤーラムナ（アリアラムネス）、アリヤーラムナの父はチャイシュピ（テイスペス）、チャイシュピの父はハカーマニシュ。
3. 王ダーラヤワウは告げる、このゆえに、われらはハカーマニシュ家と呼ばれる。往昔よりわれらは勢家である。往昔よりわれらの一門は王家であった。
4. 王ダーラヤワウは告げる、我が一門にしてさきに王たりしは八人、余は第九位。二系にわかれて九人、われらは王である。

ダレイオス1世はヒュルカニアとパルティアのサトラップ（クシャサパーワン、総督）ヒュスタスペス（ウシュタースパ）とロドグネ（ワルダガウナ）の長男として生まれた。ベヒストゥン碑文においてダレイオス1世自身が語るところによれば、その祖先はアケメネス家（ハカーマニシュ家）の分流であるという。

### カンビュセス2世の崩御とガウマータの簒奪

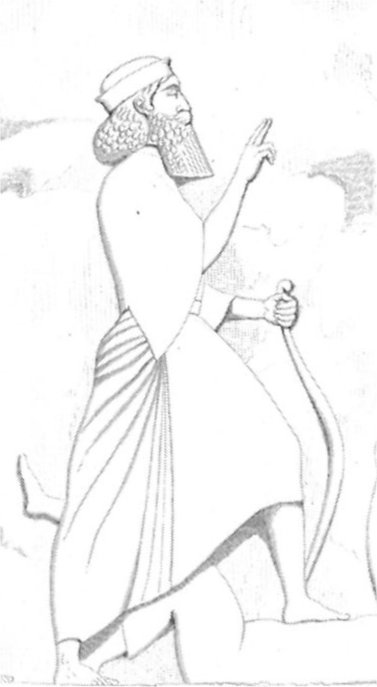
レリーフに描かれたダレイオス1世。

ダレイオス1世の幼少期についての情報は存在しない。ヘロドトスによれば、カンビュセス2世（カンブジヤ2世）の生前、ダレイオス1世はカンビュセス2世の槍持ちとして親衛隊にいたという。この職業は王に極めて近い人物のみが付く高い職である。また、バビロニアのサトラップ、ゴブリュアス（ガウバルワ）の娘と結婚し、3人の子供を儲けていた。ダレイオス1世が主要な舞台に登場するのはカンビュセス2世の崩御（紀元前522年）とその後の王位継承の争いの頃である。この時代についての重要な記録はヘロドトスが『歴史』に記録している逸話と、ダレイオス1世自身が残したベヒストゥン碑文である。

#### ヘロドトスによる記録
ヘロドトスによれば、カンビュセス2世は弟であるスメルディスによる王位簒奪を恐れ密かに殺害した。そのためスメルディスの死は人々に知られる事はなかった。しかしカンビュセス2世がエジプトに遠征している最中、本国を任せていたマゴス僧パティゼイノスが反旗を翻した。このマゴス僧には容姿がスメルディスの生き写しの弟がおり、名前も同じスメルディスであった。そしてスメルディスの死が人々に知られていなかったことに目をつけ、この弟を殺害されたスメルディス王子その人であるとして玉座に着け、王国全土に布告を出した。カンビュセス2世はエジプトからの帰国の途上、シリアでこの知らせを聞き、激しく狼狽した後、偽スメルディスを打倒するため急ぎ戻ろうとしたが、乗馬する際に剣の操作を誤って負傷し、シリアのアグバタナで死去した。こうしてパティゼイノスと偽スメルディスがペルシアの支配権を握ったが、即位8カ月目にパルナスペスの子オタネス（ウターナ）が正体を暴き、ダレイオス1世を含む7人の同志 で、マゴス僧の兄弟を排除した。事が済んだ後、7人は国制をどうするかについて議論したがまとまらず、城外に騎乗して遠乗りし、日の出と共に最初に馬がいなないた者が王となることを定めた。そして馬丁オイバレスの計略により最初に馬をいななかせることに成功したダレイオス1世が王となった。

#### ベヒストゥン碑文の記録
一方、ベヒストゥン碑文によれば、ことの顛末は次のようなものであった。カンブジヤ2世（カンビュセス2世）は同母同父の弟バルディヤを殺害したが、バルディヤの死は人々には知らされなかった。その後カンブジヤ2世がムドラーヤ（エジプト）に進発すると民衆の間に不穏な空気が流れた。この時、マゴス僧ガウマータが「余はクル2世の息子であり、カンブジヤ2世の弟であるバルディヤである」と偽って宣言すると、民衆はカンブジヤ2世から離反してガウマータに付き、彼は王として王国を掌握した。その後カンブジヤ2世は寿命尽きて死んだ。ガウマータは自分が偽物であることを隠し通すため、生前のバルディヤを知っている者の多くを粛清した。このため多くの人々は恐れおののき、ガウマータについて何事をも敢えて口にすることはなくなった。正当な王家の出身者であったダーラヤワウ1世（ダレイオス1世）はアウラマズダー神に助けを乞い、その恩寵を得てガウマータとその側近たちを殺害した。こうしてダーラヤワウ1世は王国をガウマータから奪回し、アウラマズダーの意思によって王となった。

#### 二つの主要な記録に対する現代の評価
上記の通りカンビュセス2世の崩御の前後についてのヘロドトスの記録とベヒストゥン碑文の記録は細部では食い違う物の、大筋は一致している。しかし、近年ではこの記録の信憑性は疑問視されており、実際にはダレイオス1世の方が王位簒奪者として即位し、それを正当化するためにマゴス僧による王位簒奪の物語が創作されたのであるという見解が有力となっている。詳細は後述の節を参照。

### 反乱

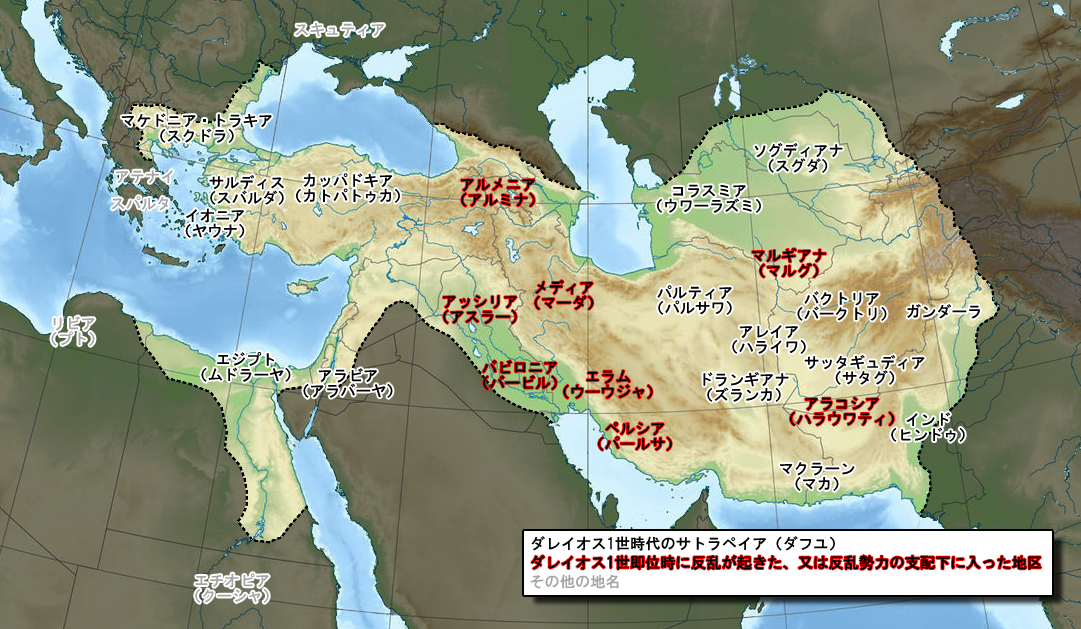
ダレイオス1世時代のアケメネス朝の領域とサトラペイア（ダフユ）。赤字はダレイオス1世即位時に反乱が発生した、または反乱勢力の支配下に入った地区。

偽スメルディス（ガウマータ）を排除した後、紀元前522年に王位についたダレイオス1世は、王国全土で相次いで発生した反乱に対処しなければならなかった。この一連の反乱についてはベヒストゥン碑文に詳述されている。それによれば、ガウマータの死の翌月（紀元前522年10月）、エラム（ウーウジャ）でアーシナという人物が王を称して反乱を起こし、またバビロニア（バービル）ではナディンタバイラ（ニディントゥ・ベール）が新バビロニア王国の王ナブナイタ（ナボニドゥス）の息子ナブクドゥラチャラ（ネブカドネザル3世） であると称して自立した。ダレイオス1世はアーシナを逮捕することで迅速に制圧することに成功し、ティグリス川の河畔でバビロニア軍を撃破し、次いでナディンタバイラが滞在していたユーフラテス川河畔のザーザーナ市の戦いでもバビロニア軍を撃破した。ナディンタバイラはバビロン市に逃げ込んだが、ダレイオス1世はこの都市も制圧してナディンタバイラを殺し、バビロニアの反乱は鎮圧された。
ダレイオス1世がバビロニアに滞在している間、更に反乱が相次いだ。紀元前522年12月、エラム王イマニを名乗ったマルティヤという人物によってエラムで反乱が発生した。しかし彼は部下の裏切りにあって殺害されたためこれはすぐに終息した。同月中に、メディアでもフラワルティ（フラオルテス）がメディア王クシャスリタを称して反乱を起こした。この反乱はメディアの他、アルメニア（アルミナ）、アッシリア（アスラー）地方まで巻き込む大規模なものとなり、ダレイオス1世はメディアで2回、アルメニアで4回、アッシリアで1回の戦いを行った。メディアで行われた最後の戦いで逃亡したフラワルティを捕らえ、メディアの首都エクバタナで鼻と耳を舌をそぎ落とし最後に杭刺しにして殺害し反乱を鎮圧した。次いでケルマーン（アサガルタ）でメディア王族を称するチサンタクマが反乱を起こしたため、一軍を差し向けてこれを鎮圧した。更にフラワルティの臣下を称する者たちが反乱を続け、ダレイオス1世の父ウィシュタースパ（ヒュスタスペス）によって鎮圧された。
同じく紀元前522年12月にマルギアナ（マルグ）ではマルギアナ人フラーダによる反乱が発生したため、バクトリアのサトラップ、ダーダルシに鎮圧が命ぜられ、これを撃破した。更に同月、ペルシア（パールサ）でワフヤズダータという人物が、キュロス2世（クル2世）の息子バルディヤを自称して反乱を起こしたため、これも臣下のアルタワルディヤによって鎮圧させた。しかしアラコシア（ハラウワティ）に派遣されていたワフヤズダータの軍勢は彼の死後も反乱を続け、鎮圧には更に時間がかかった。そして紀元前521年8月、バビロニアで再び反乱が発生し、アルメニア人アラカがナブクドゥラチャラ（ネブカドネザル4世）を称してバビロニア王となった。このため、一軍を派遣してこれを鎮圧した。
ベヒストゥン碑文の記述を信ずるならば、上記の一連の反乱はダレイオス1世が即位したその年のうちに発生し鎮圧されたものである。また6人のパールサ人（ペルシア人）の功績が特に大であったとして顕彰している。
更に紀元前520年春には、再度エラムでアッタマイタという人物が反乱を起こしたためこれを鎮圧し、その翌年にはサカ人の領土に侵攻してその王スクンカを倒しこれを制圧した。こうしてダレイオス1世は王国の完全な支配を手に入れた。

### 治世

#### 内政の整備
ダレイオス1世はアケメネス朝の体制を整備し完成させたと言われる。彼は奪取した王位を安定させるため、キュロス2世の娘アトッサとアルテュストネと結婚し、殺害されたスメルディス（バルディヤ）の娘パルミュスも妻とした。更にカンビュセス2世の妻となっていたオタネス（ウターナ）の娘パイデュメも妻とし、王家の血統の独占を図った。彼の王国は20から29の邦（ダフユ）に分けられ、それぞれにサトラップが任命されていたが、その動きを監視するため、「王の目」、「王の耳」と呼ばれる王直属の官僚たちにその動きを監視させた。
中央集権的な体制の構築と、軍隊の迅速な移動のため、「王の道」と呼ばれる道路網が整備され、リュディアのサルディス市からエラムのスサ市まで2400キロメートルに及んだ。王の道には111の駅逓が整備され、通常90日かかる行程を早馬では7日で移動することができたとされる。王の道の全容は明らかになっていないが、石畳で舗装された道路の一部が駅逓の跡と共に発掘されており、馬車を走らせることもできたと見られている。また、中央集権の要として度量衡の統一が行われ、不完全ながら貨幣制度の整備も行われた。銀貨や銅貨は各地のサトラップによっても発行され、ダレイオス1世自身もダリックと呼ばれる金貨を発行した。
また、その理由は現在では不明であるが、新たな首都としてペルセポリスの造営を開始した。この都市の造営はその後クセルクセス1世（クシャヤールシャン1世）、アルタクセルクセス1世（アルタクシャサ1世）の時代も続き、アケメネス朝の時代を通じて整備され続けた。ペルセポリスにはダレイオス1世が残した建築碑文が複数残されている他、ペルセポリスのあちらこちらにダレイオス1世の一際大きく描かれた像が残されており、その強大な権力を今日に伝えている。

#### インドとスキタイへの遠征
財政的な余裕を得たダレイオス1世は、かつてスキタイ人がメディアと小アジアを席巻したことへの報復としてスキュティアへの遠征を思い立った。ダレイオス1世の弟アルタバノスはこの遠征の困難を訴えて制止したが、ダレイオス1世は攻撃を強行した。紀元前513年頃、ダレイオス1世がダーダネルス海峡を越えると、トラキア地方の諸族は戦わずして降伏し、唯一抵抗したゲタイ人も瞬く間に征服された。その後、ダレイオス1世の軍勢は黒海の海岸沿いに北上したが、黒海北岸のスキタイ人本拠地への攻撃は、スキタイ人の焦土戦術の前に大きな損害を出して撤退を余儀なくされた。ヘロドトスの記録にはドナウ川を渡河した後、橋梁の建設の記事がないことから、ダレイオス1世の軍勢は少なくともドニエストル川に到着する前に撤退したと推定されている。この時確保したトラキアは後のギリシア遠征への足掛かりとなった。
東方ではインダス川流域へも遠征が行われた。ダレイオス1世によるインダス川流域の征服がいつ頃行われたのかは不明である。ペルセポリスの碑文と、ナクシェ・ロスタムの碑文にインド人（ヒンドゥ）がガンダーラ人と共に臣民として数えられていることから、紀元前516年からダレイオス1世の没年までのある時期に征服されたと推定されている。この遠征に先立ち、ダレイオス1世はカリュアンダ 人スキュクラスにインダス川流域の探検と河口の確認を命じ、更にインドからエジプトへの航路を確認させた。ダレイオス1世が征服したインドが実際にどの地方だったのか、正確なことはわかっていない。パンジャーブ地方の大部分を含んでいたとも考えられるし、インダス川の両岸地区を河口に達するまで支配した可能性もある。ただし、実際に征服された範囲がどの程度であったにせよ、インドはアケメネス朝の版図の中で最も税収の多いサトラペイア（ダフユ）となった。ヘロドトスによればインドはアケメネス朝の第20徴税区であり、砂金360タラントンを納入していた。これはインド以外の全てのサトラペイアの合計に匹敵したという。

#### イオニアの反乱
アナトリア半島のエーゲ海沿岸に居住していたギリシア人の一派であるイオニア人は、元々ダレイオス1世の王国に恭順の姿勢を示していた。アケメネス朝側の記録にはこのイオニア人はヤウナ や、陸地と海浜のヤウナ人 として記載されている。アケメネス朝はイオニア人のポリスに自治を認めつつ、従属的な僭主を統治者とすることで支配を行った。紀元前513年頃のダレイオス1世のスキタイ遠征の最中、スキタイ人はアケメネス朝の軍団に加わっていたギリシア人の部隊に調略を行い、ペルシアからの離反を唆した。アテナイ人でケルソネソスの僭主であったミルティアデスが同調しギリシア人の解放を主張したが、イオニアの主邑ミレトスの僭主ヒスティアイオスは、ダレイオス1世の存在によって自分達の地位が安泰なのであると主張し、他の僭主たちも同調したためこの時には離反は起こらなかった。
スキタイ遠征から引き揚げた後、ダレイオス1世は残留させたペルシア軍に周辺地域の平定に当たらせた。指揮官に任じられたメガバゾスはトラキア地方のほとんどを制圧し、パイオニアも平定してマケドニアの手前までを支配下に置いた。帰還したメガバゾスは、ミレトス僭主ヒスティアイオスが大功ありとして新たな領土を与えられたことを危険視し、彼を本国のスサに移させた。その後、メガバゾスの後任としてエーゲ海沿岸地域の司令官となったシサムネスの子オタネス はビュザンティオンとカルケドンを征服すると共に、レムノス島とインブロス島も制圧し、エーゲ海沿岸でのアケメネス朝の支配地は順次拡大した。
紀元前499年、アケメネス朝のサルディスのサトラップ、アルタプレネスはミレトスの臨時僭主アリスタゴラスと共謀し、ナクソスの内紛に乗じてこれを征服するべく、メガバテスを総司令官にナクソス遠征を企画した。しかし方針を巡ってメガバテスとアリスタゴラスが対立した上、4ヶ月に渡る包囲戦の末に軍資金が底をつき退却を余儀なくされた。失敗の責任を問われて地位を失うことを恐れたアリスタゴラスは反乱に踏み切った。アリスタゴラスが他のイオニア都市も反乱に引き込んだため、これがイオニアの反乱と呼ばれる反乱に発展した。アリスタゴラスは事を起こす前にアテナイやスパルタなどに支援を要請した。スパルタは協力を拒否したものの、アテナイとエレトリアがイオニアへ軍事支援を行った。
しかしアテナイは初戦の敗退の後イオニアを見放し、結果としてイオニアの反乱は紀元前494年にミレトスが陥落したことで鎮圧された。

#### ペルシア戦争
ダレイオス1世の対外遠征の中で史上名高いのはイオニアの反乱に端を発したギリシア遠征である。この戦いは一般にペルシア戦争と呼ばれる数次にわたる戦争の第一回目とされている。
ダレイオス1世はイオニアの反乱を鎮圧した後、紀元前492年に甥のマルドニオスに艦隊を与えて、反乱へ加担したアテナイやエレトリアへの懲罰を目的として遠征を行った。この遠征は暴風雨にあって失敗し、マルドニオスは解任された。その後、ダレイオス1世はギリシア人の諸ポリスに、土と水を献上して恭順の意を示すように要求し、多くのポリスがそれに従ったが、アテナイやスパルタはこれを拒否した。紀元前490年、服従の意を示さなかったポリスを平定するため、ギリシアへ大規模な遠征軍が派遣された。ダレイオス1世はメディア人ダティスと、アルタプレネスの子アルタプレネスにアテナイとエレトリアの征服を命じ、7日間の攻撃でエレトリアは陥落した。エレトリアの陥落の後、ペルシア軍はマラトンの平野でミルティアデス率いるアテナイ軍の前に敗退し（マラトンの戦い）、ギリシア遠征は失敗に終わった。ただし、ダレイオス1世は捕虜としたエレトリアの市民をスサに近いキッシア地方に定住させた。

#### 崩御とその後
ダレイオス1世は2度にわたる遠征の失敗に憤激し、より大規模な遠征軍を編成して親征することを決断した。しかしその準備の最中、エジプト（ムドラーヤ）で反乱が発生したため、ギリシアとエジプトのどちらへの遠征を優先すべきかが問題となった。ところが、紀元前486年8月にダレイオス1世は急死し、ギリシアへの遠征もエジプトの反乱鎮圧も後継者の手に委ねられることになった。
ダレイオス1世には後継者の候補として即位以前に結婚していたゴブリュアスの娘（名前不詳）との間に長子アルトバザネスを始めとする3人の息子がおり、キュロス2世の娘アトッサとの間にはクセルクセス1世（クシャヤールシャン1世）がいた。ヘロドトスは王位継承を巡る対立と、クセルクセス1世が後継者に定まる顛末を記録しているが、母アトッサの権勢が強かったため、クセルクセス1世が後継者になったのは既定のことであったと評している。ペルセポリスの浮彫には大きく描かれたダレイオス1世の像の傍らに太子クセルクセス1世が描かれており、考古学的にもクセルクセス1世が当初より正当な後継者として扱われていたのは明らかである。
ダレイオス1世は偉大なペルシアの王として後のギリシア人たちに大きな印象を残した。ヘロドトスはダレイオス1世の即位から崩御に至るまでの治世全期間を、様々な挿話を交えつつ記録に残している。また、アケメネス朝を滅ぼしたマケドニアの王アレクサンドロス3世（大王）は、キュロス2世とダレイオス1世と言う二人の創始者の業績に感嘆し、彼らの墳墓を訪れた際に、ダレイオス1世の墓に刻まれた碑文をギリシア語訳するように命じた。

## アケメネス朝の創設者としてのダレイオス1世
通常、ダレイオス1世はキュロス2世、カンビュセス2世に続くアケメネス朝の第3代の王であるとされる。一方、ベヒストゥン碑文でダレイオス1世が自ら語るところによれば彼はアケメネス（ハカーマニシュ）家の第9代の王である。しかし、近年では偽スメルディス（ガウマータ）の排除を巡る伝承に含まれる矛盾や、その後相次いだ反乱などから、王位継承にまつわる一連のダレイオス1世の主張はプロパガンダに過ぎず、実際にはダレイオス1世の方が簒奪者であったとする見解が有力である。
ギリシア史・マケドニア史研究家の森谷公俊は更に論を進め、アケメネス（ハカーマニシュ）朝を実際に創出したのはダレイオス1世であったとする。ベヒストゥン碑文においてダレイオス1世の祖先としてあげられるヒュスタスペス（ウィシュタースパ）、アルサメス（アルシャーマ）、アリアラムネス（アリヤーラムナ）、テイスペス（チャイシュピ）、アケメネス（ハカーマニシュ）の中に王であった人物は存在しない。テイスペスはキュロス2世の祖父にあたるキュロス1世（クル1世）の父であるので、碑文を全面的に信用したとしても、ダレイオス1世は4代前でようやく王家と繋がる傍系であったことがわかる。重要なことは、キュロス2世自身が語る系譜にはアケメネスという人物が登場しないことである。キュロス2世は「私はキュロス（クル）、偉大なる王、アンシャンの王カンビュセス（カンブジヤ）の子、偉大なる王、アンシャンの王キュロスの孫、テイスペス（チャイシュピ）の裔」としか宣言していない。そして、キュロス2世、アルサメス、アリアラムネスの碑文が見つかっているが、その全てがダレイオス1世以降の時代に追刻されたものであることがわかっている。また、ダレイオス1世は、王位に就いた後、キュロス2世の名前で「アケメネス家のキュロス」という文言を含む碑文をいくつも刻み、更にキュロス2世やカンビュセス2世、スメルディスの妻や娘全てと結婚し、王家の血統を独占することに熱心であった。これらの事から、キュロス2世は簒奪者ダレイオス1世によってアケメネス朝の王として再定義されたのであり、そのことからダレイオス1世はペルシア帝国の再創造者であったと言えると言う。